# Adolph Siegfried
Adolph Siegfried (* 30. November 1842 in Bramstedt; † 14. Juli 1896 in Rostock) war ein deutscher Holzbildhauer.

## Leben
Adolph Siegfried war Sohn eines Steinhauers und wuchs in Güstrow im Großherzogtum Mecklenburg-Schwerin auf. Er absolvierte eine Ausbildung als Tischler und Bildschnitzer. Eine an den Großherzog Friedrich Franz II. gerichtete Bitte um finanzielle Unterstützung für ein Stipendium zur akademischen Ausbildung an einer Kunstschule blieb unberücksichtigt. Im Jahr 1867 gründete Adolph Siegfried eine eigene Bildhauer- und Bildschnitzerwerkstatt in seiner Heimatstadt Güstrow.
Siegfrieds künstlerische Tätigkeit beschränkt sich im Wesentlichen auf Arbeiten in Holz. Mecklenburgische Architekten und Baumeister, u. a. Gotthilf Ludwig Möckel, beschäftigten ihn oft im Rahmen von Kirchensanierungen und Kirchenneubauten. So finden sich einige seiner nachweisbaren Arbeiten in mecklenburgischen Kirchen. Mit seinen selbstgefertigten Schnitzarbeiten beteiligte sich Siegfried an einer Reihe von Kunstgewerbeausstellungen und konnte nach eigener Angabe acht Preismedaillen erringen. Seine Kunst wurde auch in England geschätzt, wohin er eine Reihe seiner Arbeiten verkaufen konnte.
Auf der Landes-Gewerbe-Ausstellung 1883 in Schwerin wurde Adolph Siegfried die Große Staatsmedaille des Großherzogtums Mecklenburg-Schwerin verliehen.
Auf der Weltausstellung World’s Columbian Exposition in Chicago 1893 zeigte er einen geschnitzten Kredenzschrank und einen geschnitzten Salonschrank.

## Werke
- Altar (1911 abgebrochen)[5] und Taufständer in der Dorfkirche Techentin[6]
- 1868: Restaurierung der 12 Apostelfiguren von Claus Berg im Güstrower Dom
- 1873: Rebhuhnfamilie  als Geschenk an den Großherzog Friedrich Franz II.
- 1873: Altarrahmen in der Dorfkirche Sietow
- 1873: Altarkreuz für die Dorfkirche Lohmen[7]
- 1877: Reliefporträts Kaiser Wilhelm I. und Großherzog Friedrich Franz II. am Kriegerdenkmal 1870/71 in Malchin
- 1882: umfangreiche Schnitzarbeiten für die Neuausstattung der Pfarrkirche Güstrow
- 1883: Wandtableau (mit der Großen Staatsmedaille ausgezeichnet)
- 1883/84: Veränderungen am Altar in der Dorfkirche Kirch Kogel mit Kruzifix und acht umgebenden Engeln.[8]
- Maske John Brinckmans, Gips getönt (im Besitz des Museums der Stadt Güstrow)[9]

## Ungedruckte Quellen
Landeshauptarchiv Schwerin (LHAS)
- LHAS 2.26-1 Großherzogliches Kabinett Kabinett III. Nr. 5161.
- LHAS 3.2-3/1 Landeskloster/Klosteramt Dobbertin. Kirche Lohmen, Dorfkirche Kirch Kogel.